# Пілібхіт
Пілібхіт (гінді पीलीभीत, урду پیلی بھیت, англ. Pilibhit) — місто у індійському штаті Уттар-Прадеш, адміністративний центр округу Пілібхіт в історичному районі Рохілкханд.
Місто отримало свою назву від назви селища Старий Пілібхит, що вперше згадується в 14 столітті. Селище все ще існує, та розташоване на березі річки Ґхаґхра. Вважається, що назва селища виникла у зв'язку з тим, що навколо села для захисту від диких звірів була побудована стіна з жовтої гліни, в результаті назва виникла від слів pili (жовта) bhit (стіна).
У 1772 році Пілібхіт увійшов до складу Держави Маратхів, проте вже в 1801 році Рохілкханд був завойований Ост-Індської компанії.
У окрузі Пілібхіт є пам'ятник борцям за звільнення Індії, повішеним англійцями 1909 року. На місці страти встановлений камінь, на якому вибиті імена кожного з 21 повішених.
Пілібхіт неодноразово ставав ареною масових безладів, міжнаціональних і міжрелігійних (в основному між індусами і мусульманами) зіткнень. Останні значні зіткнення відбулися 1992 року у зв'язку з подіями навколо можливої споруди храму Рами в місті Айодх'я. Тоді в Пілібхіті загинуло 37 осіб.
Пілібхіт знаходиться в зоні високого сейсмічного ризику та у зоні частих повеней. Остання катастрофічна повінь відбулася у вересні 2008 року та понесла життя 43 осіб.